# Pere Patrici el Mestre
Pere Patrici el Mestre (en llatí Petrus Patricius i Magister, en grec Πέτρος Pétros) fou un historiador romà d'Orient del segle vi nadiu de Tessalònica (província de Macedònia que en aquell temps incloïa la prefectura d'Il·líria raó per la qual apareix de vegades esmentat com il·liri).
Es va establir a Constantinoble on va adquirir distinció com a retòric o advocat, per la que estava especialment dotat. L'emperador Justinià I, que va veure les seves dots diplomàtiques, el va enviar com ambaixador a la reina Amalasunta (534) i a Teodat, cap del Regne Ostrogot d'Itàlia. Quan va arribar a Aulon, prop de l'entrada de la mar Adriàtica, a la costa de l'Epir, o una mica abans d'arribar, va saber la mort d'Atalaric, el jove rei ostrogot, i del matrimoni de Amalasunta i Teodat amb la seva exaltació al tron d'Itàlia, seguit poc després de l'empresonament d'Amalasunta. Va comunicar aquests fets a l'emperador mentre esperava a Aulon, i aquest li va ordenar defensar la causa de la reina empresonada i comunicar-ho així a Teodat.
Pere va anar immediatament cap a Itàlia però abans d'arribar, Amalasunta fou executada, un fet oportú per Justinià que va aprofitar per declarar la guerra als ostrogots. Procopi diu que fou Pere el que va instigar a Teodat a matar a Amalasunta, seguint instruccions de Teodora la dona de Justinià, que hauria promès a Pere promoció social i econòmica. Pere va restar a Ravenna i les operacions militars foren dirigides per Belisari que va anar de victòria en victòria, i va conquerir Sicília. Teodat va negociar a Ravenna amb Pere i a canvi de la pau va acceptar renunciar a Sicília, pagar un tribut i facilitar cada any un cos de soldats ostrogots pel servei de l'Imperi. Pere va transmetre l'oferta a l'emperador que la va rebutjar i llavors Teodat va oferir abdicar incondicionalment, el que fou acceptat.
Pere i un altre ambaixador de nom Anastasi, foren enviats de tornada a Itàlia per negociar els termes de l'acord; però a causa d'algunes derrotes romanes d'Orient als darrers mesos a Dalmàcia, Teodat va canviar d'idea i va refusar abdicar i encara, contra totes les lleis de l'època, va empresonar als ambaixadors. Pere i Anastasi van romandre presoners fins que més endavant Belisari va capturar uns ambaixadors de Vitigès, el successor de Teodat, i els va bescanviar cap al final del 538.
A la tornada, Pere fou nomenat magister officiorum per influència de Teodora (suposadament com a agraïment per haver procurat la mort d'Amalasunta). Va exercir el càrrec amb rapacitat perquè encara que era suau i gens insolent en el tracte, segons Procopi, era "el més deshonest dels homes" (κλεπτίστατος δὲ ἀνθρώπων ἁπάντων). Va continuar en el càrrec fins al 550 i mentre va adquirir la dignitat de patrici. Llavors fou enviat a negociar la pau amb Còsroes I de Pèrsia però aquest, que no desitjava la pau el va fer tornar amb la promesa d'enviar ell un ambaixador persa a Constantinoble. El 551 o 552 va iniciar negociacions amb el papa Vigili I, que era a Calcedònia. En aquest temps posseïa a més la dignitat d'ex cònsol o consul codicillaris i el càrrec de referendari.
El 562 fou enviat altre cop a la cort de Còsroes. Es va trobar amb el comissionat persa prop de Dara a Mesopotàmia d'on va seguir cap a la cort on va negociar amb el mateix rei i va aconseguir un tractat. L'historiador Menandre Protector, reprodueix alguns dels discursos de Pere que va pronunciar durant la negociació.
Va morir poc després, aproximadament el 563, i va tenir molt bona reputació en el seu temps. Alguns autors suposen que aquest Pere seria Pere Retòric, que Lleonci Escolàstic menciona en un epigrama i diu que va morir quan es va ensorrar un teatre. Va deixar un fill anomenat Teodor que fou magister officiorum i comes largitionum i va ser enviat per Justí II a una ambaixada a Pèrsia al rei Còsroes II.
Suides li atribueix dues obres:
- 1. Ιστορίαι, Historiae. A la Collectanea et Excerpta de Constantí Porfirogènit se'n conserven extensos fragments.
- 2. Πεὶ πολιτικη̂ς καταστάσεως, De State (o De constitutione) Republicana.[1]